# Karmichael Hunt
Karmichael Neil Matthew Hunt, född den 17 november 1986 i Auckland, Nya Zeeland, är en australisk idrottare som spelat såväl professionell rugby som australisk fotboll. Han spelar för närvarande australisk fotboll för Gold Coast Suns i Australian Football League (AFL). Innan dess spelade han rugby för Brisbane Broncos i National Rugby League (NRL). 

## Karriär som rugbyspelare

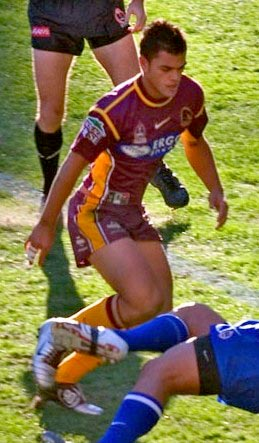
Hunt under sin debutsäsong i NRL, 2004.

Premiären i NRL kom under 2004, och han spelade då alla matcher och fick Dally M-utmärkelsen "Rookie of the Year". 

## Karriär inom australisk fotboll
Den 12 juni 2010 spelade han sin första match i australisk fotboll. 